# Língua saca
Saca (Saka ou sakan) é o nome duas línguas iranianas já extintas e que eram faladas em Sinquião, China. Apresentavam características presentes nas modernas línguas pastó e wakhi. O saca se identifica com antigas línguas de Cotã e Tunxuque, o cotanês e o tunxuquês. Muitos termos do Prácrito vieram do cotanês via línguas tocarianas.
O cotanês é uma língua asiática extinta, uma forma da língua saca que já foi falada no Reino de Cotã. A língua está preservada em textos dos manuscritos de Dunhuang escritos em escrita brami. Tais textos foram decifrados e editados por Harold Bailey.
O tunxuquês também está relacionado, porém é mais arcaico. Há apenas 15 manuscritos datados dos séculos X ao V antes de Cristo.